# Mary H. J. Henderson
Mary H J Henderson (Old Machar, 1º gennaio 1874 – Rhynie, 6 novembre 1938) è stata una militare ed amministratore degli Scottish Women's Hospitals for Foreign Service scozzese di Elsie Inglis nei Balcani durante la prima guerra mondiale, guadagnando cinque medaglie. Fondò il lavoro sociale e Gruppi civici guidati da donne, a Dundee, Aberdeen e Londra e prestò servizio in organi di beneficenza tra cui il Dundee War Relief Fund e lavorò per il suffragio femminile. Era anche una poetessa di guerra.

## Biografia
Mary Helen Jane Henderson nacque a Old Machar nel 1874, figlia di William Low Henderson, un architetto di Aberdeen, e aveva un fratello gemello; erano cugini di Lady Dunedin. Aveva vissuto in un cottage vicino al Castello di Balmoral della regina Vittoria e aveva spesso giocato lì con i nipoti reali. In seguito scrisse di più sui suoi incontri con la regina Vittoria, che le regalò un ritratto nel 1887, su John Brown, il servitore scozzese, che Henderson pensava fosse scortese. Aveva vissuto alcuni anni anche in Italia.
Con sede a Broughty Ferry, Dundee, la Henderson, per gran parte della sua vita, fu alla guida di una serie di organizzazioni civiche e sociali della città per il suffragio femminile, o per i soccorsi bellici o per la moderazione sia nella cura di donne e bambini. Raccolse fondi per lo Scottish Women's Hospitals for Foreign Service, prima di entrare nel servizio lei stessa come amministratrice dell'unità serba. Attraverso discorsi illustrati e la sua poesia condivise la sua esperienza di guerra, dopo la guerra e alcune donne avevano ottenuto il voto, continuò a fondare gruppi di cittadinanza femminile.
Morì a seguito di un incidente stradale nel 1938.

## Ruoli nella società civile
Nel 1913 propose e le fu chiesto di procedere, a nome della filiale di Dundee del National Union of Women Workers, di aggiungere una "rappresentante femminile" al consiglio della Dundee Society for the Prevention of Cruelty to Children. Fu una delle fondatrici del Dundee Infant Hospital, ma in seguito si indignò per il fatto che le dottoresse fossero state licenziate (nel 1919), nonostante il servizio fosse stato fondato originariamente dagli sforzi delle donne. La sua lettera alla stampa non servì a nulla, poiché dopo la guerra gli uomini avrebbero dovuto avere la preferenza in campo medico come in altri lavori.
La Henderson era una delle tre donne presenti alle elezioni del consiglio scolastico di Dundee del 1914; il suo ruolo nella società per il suffragio femminile è dato dalla sua immagine sulla stampa. Una collega suffragista, Agnes Husband, fu eletta, ma sebbene la Henderson avesse più voti individuali rispetto al candidato principale, il Reverendo George Smart, non fu eletta a causa dell'attuale sistema "preferito" dei diritti di voto plurali.
La Henderson guidò la Dundee Women's Suffrage Society dal 1913 e fece parte del Dundee Women's War Relief Executive Committee dal 1914 e fu segretaria dello Scottish Women's Hospital for Foreign Service (SWH), prima che il dottor Inglis le chiedesse di agire come amministratore di nuovo per lavorare con l'esercito serbo nella zona di guerra nel 1916. Prima di partire per il fronte, aveva organizzato eventi sociali per donne e bambini in cui gli uomini erano assenti, aveva organizzato manifestazioni per la temperanza, inviti a vietare l'alcol durante la guerra, e aveva organizzato una campagna di reclutamento per più uomini volontari che si unissero alle forze, e aveva fondato un'organizzazione di dibattito femminile, lo Steeple Club. In seguito fu tra coloro che formarono il London Women's Forum. Fu presentata al re e alla regina a Buckingham Palace per il suo servizio di guerra, quando Sua Maestà condivise com le sue condoglianze per la perdita della dottoressa Elsie Inglis, fondatrice dell'SWH.

## Ruolo nel movimento per il suffragio femminile

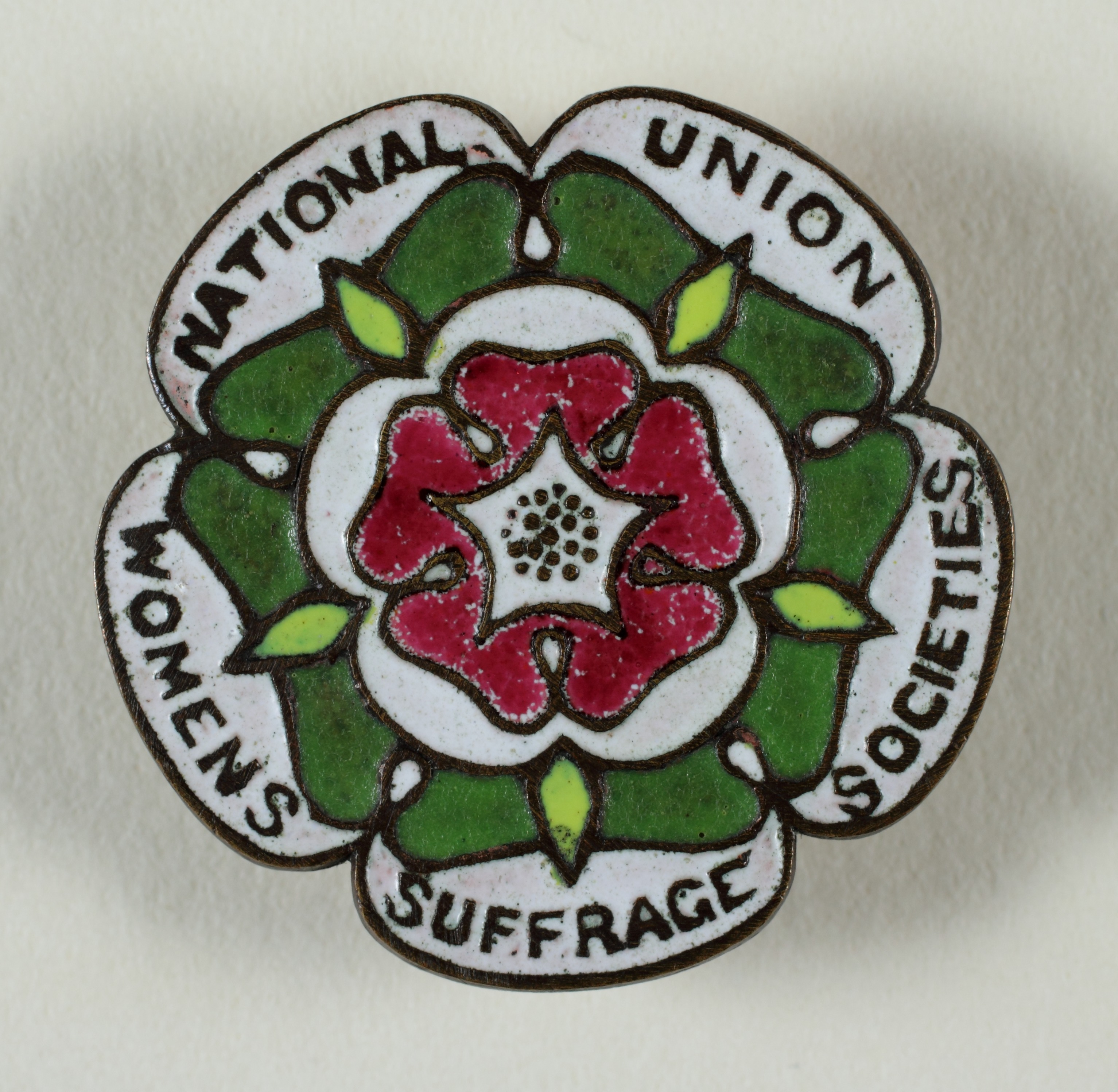
NUWSS logo

Nel 1913, mentre era segretaria onoraria della Dundee Women's Suffrage Society (che era non militante e apartitica), il gruppo guadagnò 40 nuovi membri, raggiungendo un totale di duecentocinque. Lei sosteneva che "un maggiore sostegno pubblico "alla fine avrebbe portato all'emancipazione delle donne, ma la revisione politica nazionale (NUWSS) avrebbe dovuto passare dall'avere "educato i singoli membri" a dover "educare i partiti".
Quell'anno tenne un café chantant, che ospitò la suffragista Alice Crompton, che disse che la crescita del movimento non militante aveva raggiunto "60 filiali e quasi 40.000 membri in tutta la Scozia". Lady Baxter tenne un discorso di sostegno prima dell'intrattenimento e del rinfresco. Nel gennaio 1914 la Henderson presiedette una riunione congiunta della NUWSS di Dundee e del Partito laburista indipendente. Era diventata segretaria parlamentare delle società scozzesi per il suffragio femminile e l'oratrice Ethel Snowden tenne un vasto pubblico in "rapita attenzione".
La campagna militante per il suffragio femminile fu sospesa all'inizio della prima guerra mondiale. La Henderson scrisse al Lord Provost offrendo ai membri della Dundee Women's Suffrage Society i servizi, i suoi locali e le risorse per aiutare a organizzare i soccorsi bellici senza "sovrapposizioni, come purtroppo avvenne al tempo della guerra boera». Fu deciso di formare un Comitato esecutivo per i soccorsi in guerra delle donne di Dundee (DWWREC) con la Henderson nominata prima segretaria. Nell'agosto 1916 informò il Dundee WSS che la loro filiale aveva raccolto il più grande contributo al lavoro degli Scottish Women's Hospitals "di qualsiasi singola società di suffragio nel Regno Unito". Nel marzo 1918 il totale era di £ 3.641.
Il punto di vista della Henderson nel 1916 era che "l'opinione pubblica era in quel momento favorevole alla concessione del voto alle donne", ma si chiedeva se questo punto di vista sarebbe stato mantenuto "quando fosse diventata una questione di politica pratica" , dopo la guerra.

## Dirigente dei soccorsi di guerra
In qualità di primo segretario del Comitato esecutivo per i soccorsi di guerra delle donne di Dundee (DWWREC), la Henderson concordò che a ogni quartiere cittadino sarebbe stato assegnato il proprio comitato locale. Guidò l'iniziativa volontaria per l'occupazione femminile con il suo gruppo, inclusa la creazione di una fabbrica di giocattoli che pagava le lavoratrici e sosteneva le donne disoccupate con sovvenzioni finanziarie. Il Prince of Wales Fund Executive (convocato dal Lord Provost) trasformò poi il "gran numero di donne volontarie" della Henderson in un comitato ufficiale dopo aver ascoltato gli elogi di Mary Paterson, segretaria del Comitato scozzese per l'occupazione femminile. Il lavoro retribuito delle donne era visto come il "nucleo" di un'industria vitale per l'assunzione di ragazze disoccupate, che offriva formazione in dattilografia e sartoria, e i giocattoli realizzati dovevano essere venduti. I volontari della Henderson "raccoglievano e distribuivano conforto ai soldati e ai marinai, organizzavano club per le truppe locali e serate sociali per le donne". Il popolare periodico The People's Journal riportò l'aggiornamento di Henderson secondo cui le donne di Dundee avevano donato grandi volumi di articoli a Black Watch, RNVR e altri, e le donazioni al DWWRC crebbero durante la guerra.

## Comitato di soccorso di guerra delle donne di Dundee
| Data del rapporto       | Totali cumulativi       | Tipi di articoli realizzati o donati                                                                                              |
| ----------------------- | ----------------------- | --- |
| Ottobre 1914            | 15.834 paia             | Calzini |
|                         | 200 articoli            | Camicie |
|                         | Non specificato         | Cinture per il colera, guanti, polsini, silenziatori, caschi                                                                      |
| Dicembre 1914           | 36.000 al mese          | Donazioni di tutti i tipi come sopra                                                                                              |
|                         | £ 50,00                 | Denaro proveniente dai giocattoli venduti, e 50 donne erano impiegate nel lavoro a maglia e nel cucito                            |
| Aprile 1915             | 58.955 articoli         | tutti i tipi come sopra |
| Giugno 1915 Luglio 1915 | 61,584 articoli £ 1.500 | Tutti i tipi come sopra donato per il lavoro degli ospedali femminili scozzesi                                                    |
| Agosto 1916             | 136.000 articoli        | Tutti i tipi come sopra |
| Novembre 1916           | 148.047 articoli        | Tutti i tipi inviati alle truppe e agli ospedali in prima linea                                                                   |
| Marzo 1918              | £3,641                  | "Il più grande contributo al lavoro degli Scottish Women's Hospitals" di qualsiasi singola società di suffragio nel Regno Unito". |

Il Courier notò nell'ottobre 1914 che "15.834 paia di calzini, oltre 200 camicie, cinture per il colera, guanti, polsini, silenziatori ed elmetti" erano stati segnalati dalla Henderson come inviati al fronte. Continuò a riferire regolarmente al DWWREC sui totali cumulativi delle donazioni che venivano coordinate (nel novembre 1916 oltre 148.000 articoli) per il "conforto" delle truppe.
Poco prima del Natale del 1914, la Henderson disse che venivano donati 36.000 articoli al mese e che venivano ricevute lettere di apprezzamento dal fronte e che i giocattoli venduti avevano raccolto 50 sterline. Il Corpo di emergenza femminile di Edimburgo fu visitato per apprendere le tecniche di fabbricazione dei giocattoli.
Il suo comitato ebbe un'altra idea innovativa per il Primrose Day, ovvero chiedere a una "ragazza affascinante" di appuntare un "bellissimo fiore" sui risvolti per raccogliere fondi "per fornire ai soldati camicie, calzini e altri comfort". Henderson spiegò anche che parte del denaro raccolto era andato alla Croce Rossa di Dundee e Tayport, e che il gruppo stava valutando la possibilità di aprire una mensa "secca" (cioè analcolica).

### Proposta di divieto e astensione
La Henderson fu l'oratrice principale dopo che migliaia di donne e sostenitori avevano sfilato per Dundee promuovendo la temperanza, chiedendo il divieto di alcol in tempo di guerra, che secondo lei sarebbe stato "un atto patriottico". Lady Baxter, l'Esercito della Salvezza, le Guide femminili e le organizzazioni per la temperanza guidarono con striscioni e un appello ai non astemi a rinunciare all'alcol durante la guerra. La Henderson disse che, essendo lei stessa una non astemia, era stata convinta "da fatti incontrovertibili" che "era meglio per il paese" che la produzione e la vendita di alcol fossero vietate durante la guerra e per "un periodo di smobilitazione". Il signor Mackay di Glasgow affermò che le donne di Dundee avevano il diritto di avanzare queste richieste perché «avevano dato il meglio di loro, i loro figli, per la difesa della nostra libertà e avevano il diritto di esigere in cambio che il Paese difendesse i loro figli. La Henderson venne a sapere che la ricerca aveva dimostrato che le donne, in ansia per gli uomini al fronte, si stavano rivolgendo al bere come modo per affrontare la situazione, portandole all'ubriachezza e al rischio di abuso sui bambini, nella metà dei casi riferiti alla Società per la prevenzione della crudeltà sui bambini nel 1916 e chiese la creazione di un comitato femminile. Furono discussi i vincoli economici per aiutare lo sforzo bellico: chiusura dei musei, riduzione della stampa di libri, giornali, suggerendo durante l'incontro che fosse necessario un "divieto totale del whisky", in stile zarista, per ridurre il rischio per la "vita dei bambini".

### Sostegno sociale per le donne e campagna di reclutamento
L'interesse della Henderson per il benessere di madri e bambini includeva il sostegno a un evento sociale per le famiglie che frequentavano la Blackscroft Clinic di Dundee. Venivano assegnati premi per la frequenza regolare e per la cura dei bambini "delicati". Ringraziò le assistenti ed elogiò le madri per il loro "vero patriottismo nel fare del loro meglio per allevare una razza forte, sana e felice". Ha presieduto un intrattenimento musicale e di scenette per le truppe di Dundee all'apertura formale della mensa dei soldati e dei marinai di Overgate nel 1915, e si era mescolata con le mogli e le figlie adulte delle truppe durante un'innovazione di reclutamento: 2.000 donne che marciavano di nuovo "con le bandiere" e piccoli striscioni, con slogan che incoraggiavano i giovani a "unirsi" come avevano fatto i loro mariti, padri e figli.

## Coinvolgimento con gli Scottish Women's Hospitals (SWH)
Nel giugno 1915 divenne segretaria onoraria degli Scottish Women's Hospitals for Foreign Service e il suo sforzo di raccolta fondi ebbe luogo in luoghi grandi e piccoli, incoraggiando le organizzazioni a raccogliere fondi o a sponsorizzare letti con nome, ad esempio "Broughty Ferry St. Margaret's School Bed" e il Montrose Girls Club Bed, presso il SWH di Royaumont, Francia. Di ritorno dalla visita alle unità SWH in Francia, tenne discorsi con le lanterne e presiedette un intrattenimento per le mogli e i figli delle truppe in servizio attivo. Un altro vasto pubblico ascoltò da lei il motivo per cui queste "donne coraggiose" curavano gli alleati e non i propri feriti, perché l'esercito britannico e la Croce Rossa avevano detto alla dottoressa Elsie Inglis che le donne non erano necessarie, ma i servizi ospedalieri femminili erano accolti favorevolmente dagli alleati belgi, francesi e serbi. Riferì che l'operazione SWH è cresciuta fino a raggiungere 250 dipendenti che coprivano 1.000 letti. La Henderson osservò che il Generale Joseph Joffre, francese, aveva donato alla SWH 300 dei 1000 franchi donati per gli ospedali francesi. I Dundonians avevano raccolto £ 1.500 e la gente del posto era alla SWH, Laureati dell'Università di Dundee: Dott.ssa Laura Sandeman, Dott.ssa Lena Campbell in Serbia e Dott.ssa Keith Proctor in Francia; La signorina Shepherd ed ex prevosto Lindsay della figlia di Broughty Ferry.
Nello stesso anno parlò a Brechin e alla società di suffragio locale a Cupar, che sponsorizzò un letto "Cupar-Fife" (in SWH Serbia); La dottoressa Inglis era lei stessa una suffragista scozzese. Nel marzo 1916, Henderson presentò "la grande missione" di SWH in un concerto locale di raccolta fondi ben frequentato e presiedette un evento con la dottoressa Alice Hutchison che parlò del SWH in Serbia, al posto del dottor Inglis nell'aprile 1916.
Si dice che la notizia della sua partenza per unirsi alla stessa dottoressa Inglis abbia "disturbato" il "consueto tenore uniforme" del DWWREC, poiché avrebbero perso il suo servizio dedicato, ma ci fu un riconoscimento pubblico nella città e nelle società di suffragio nazionale perché le sue capacità sarebbero state utili all'unità della dottoressa Inglis. Prima di partire la Henderson aveva fondato il gruppo civico femminile di Dundee, lo Steeple Club. Nell'agosto 1916 il Comitato esecutivo per i soccorsi bellici delle donne di Dundee fece alla Henderson regali pratici: una valigetta, una coperta scozzese, penne e carta, oltre a fiori. Li ringraziò per gli elogi per il suo lavoro di soccorso, che secondo lei era dovuto ad una buona squadra.

### Ruolo di amministratore nell'unità SWH serba

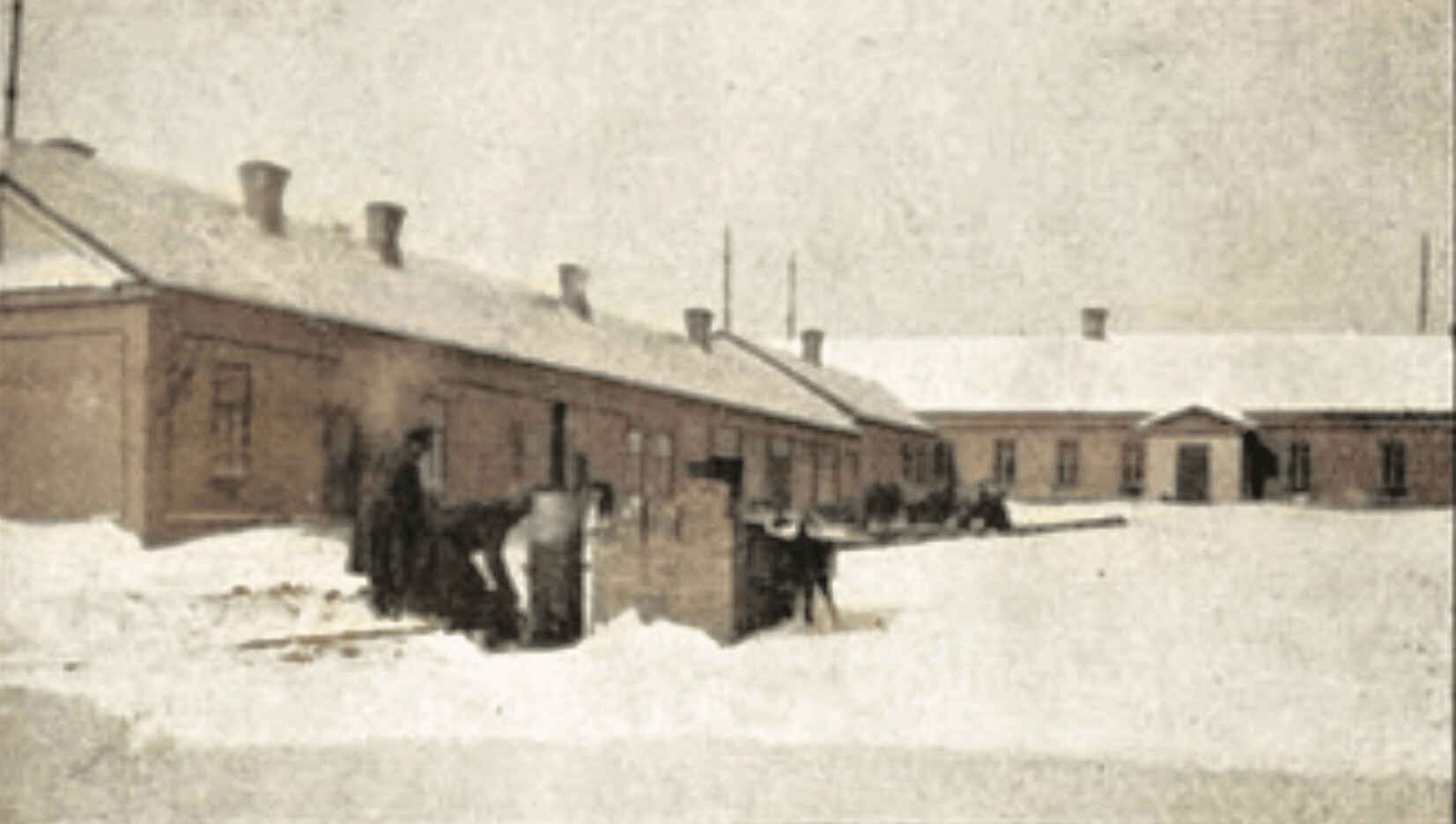
Ospedale femminile scozzese - Russia Mejidia

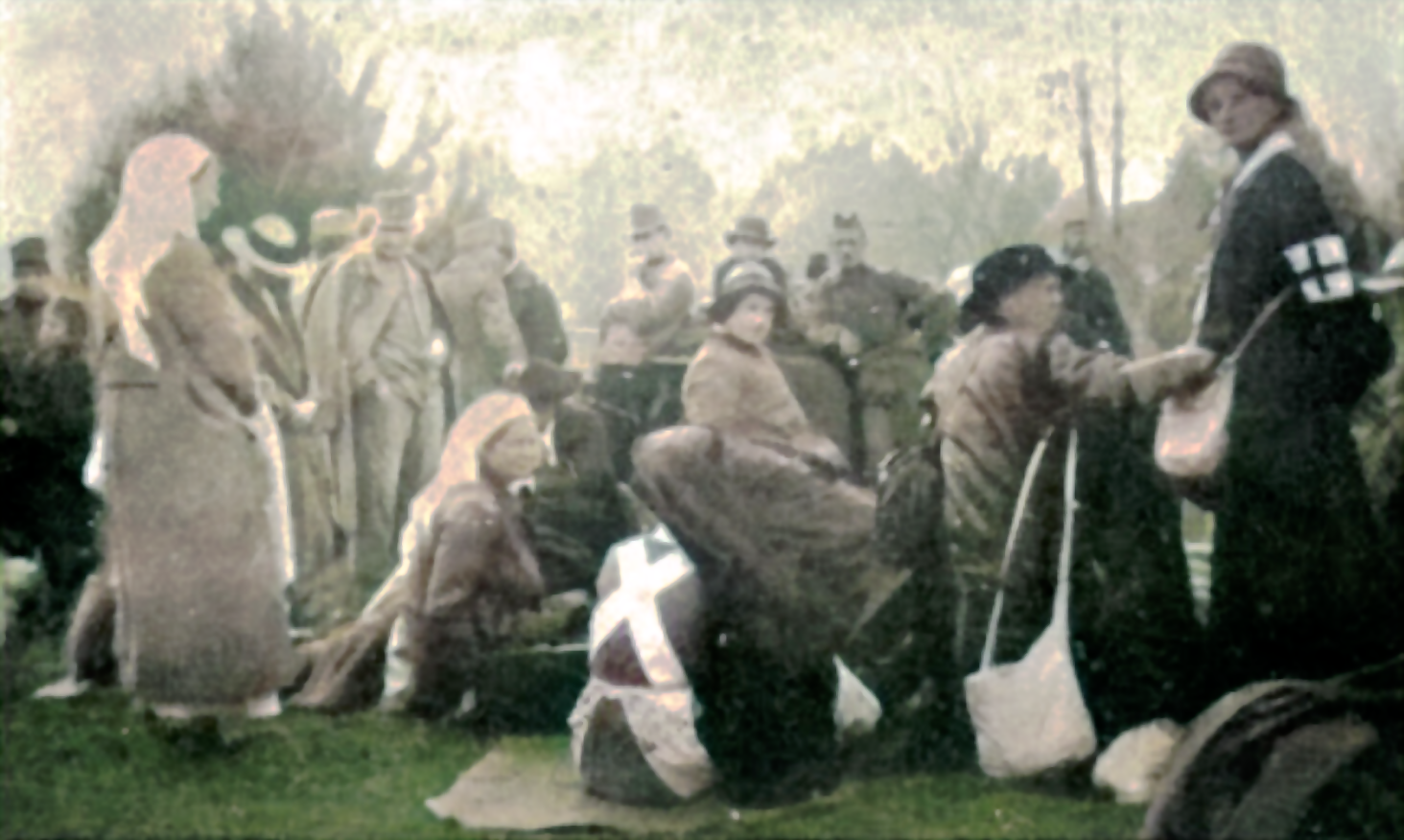
Scottish Women's Hospital - riposo durante il Grande Ritiro (novembre 1915)

La Henderson prestò poi servizio come amministratore in Serbia e Russiacon una nuova unità di Scottish Women's Hospitals for Foreign Service, organizzando e lavorando in circostanze pericolose durante l'estenuante ritirata dei serbi, con Evelina Haverfield come comandante dell'unità. L'Unità salpò da Liverpool il 30 agosto 1916 e la Henderson inviò una cartolina dicendo "tutto bene" il 21 ottobre 1916. Nel novembre 1916 aveva inviato una cartolina da Odessa.
Un mese dopo era a casa per una breve licenza e in un'intervista a The Scotsman spiegò che 75 donne scozzesi, inglesi e irlandesi costituivano il personale "autonomo" dell'unità ospedaliera e dell'unità di trasporto (autisti di ambulanze). Parlò di 'equanimità e allegria' nonostante i pericoli e le difficoltà e disse che 'le ragazze erano splendide'.
Descrisse gli sforzi del loro viaggio e la creazione di un ospedale così rapidamente da poter ricevere 100 pazienti in meno di un giorno dall'arrivo. Una settimana dopo si stavano trasferendo in un ospedale da campo (tende) più vicino al fronte a Boulboulmink, ma quando i combattimenti si fecero troppo ravvicinati, il gruppo riprese la marcia mescolandosi alle truppe e ai contadini serbi e ai rumeni in ritirata, con il loro bestiame, sulla strada per Mejidia e oltre, attraverso la neve, il fango e l'oscurità, con i bombardamenti a non più di un miglio di distanza.
Un resoconto più dettagliato delle disavventure del viaggio della Henderson e del SWH, i sentimenti di paura di essere catturati dai bulgari e di responsabilità per le ragazze sotto la sua cura, furono legati a Common Cause, il giornale suffragista, come il successivo episodio delle sue esperienze di guerra.
La Henderson aveva lasciato il gruppo con una piccola squadra per trovare l'unità del dottor Chesney, ma le donne furono separate dalle forze serbe, dormendo all'aria aperta, prima di raggiungere la "civiltà" con le autorità russe, a Reni. Poi viaggiarono in treno con il gruppo della dottoressa Inglis, anche se disse che, a causa del sovraffollamento sul treno, vide un medico russo impedire a un soldato affetto da colera di salire a bordo, gesto che secondo lei è fu la cosa più "patetica" che avesse visto nelle sue esperienze, "che il pover'uomo scendese dal treno e se ne andasse nell'oscurità'. Anche il treno fu quasi bombardato da aerei nemici, ma sfuggì per la rapidità di pensiero del macchinista. Sorsero sfide durante l'attraversamento del paese occupato e la Henderson osservò che, nonostante il gruppo fosse in pericolo mortale, pochissima attrezzatura era andata perduta. La successiva tenda ospedale a Boulboulja era esposta agli aerei nemici posizionandosi su un'ampia pianura. Anche in questo caso le donne delle squadre di trasporto lavorarono "appena arrivate" per portare i feriti per le cure urgenti, nonostante la mancanza di sonno.
Le storie della Henderson sulla ritirata serba (rumena) furono pubblicate sul People's Journal e lei disse che con le uniformi grigio kaki e con un comportamento militare era "quasi impossibile" per i "contadini locali... a prima vista indovinare il loro sesso". Lei disse che i serbi e i rumeni "conoscevano" le persone dell'ospedale femminile scozzese come "angeli sotto mentite spoglie".
Il Telegraph e il The Guardian riferirono del suo ritorno a Londra nel 1917, dalla Dobrugia e delle sue prove durante la ritirata serba, menzionando che si trovava a Constanza, una città piena di soldati feriti, quindi se n'era andata solo il giorno prima che i tedeschi occupassero la città. Anche a Bucarest gli ospedali furono evacuati lungo il percorso. Il numero di feriti di cui si occupavano le infermiere era compreso tra 1.000 e 3.000 al giorno e il punto di vista della Henderson era di "successo della missione militare britannica" in quella zona. Era tornata a casa per organizzare le forniture di attrezzature dopo il ritiro, viaggiando attraverso la Norvegia. Nel novembre 1917, tenne un'altra conferenza a Dundee e "attirò l'attenzione di un vasto pubblico" con il suo "potere di descrizione" e le immagini del lavoro degli ospedali e sottolineò l'importanza degli alleati in Belgio, Serbia e Romania. allo sforzo bellico complessivo. Disse che dei 60.000 ragazzi (di età superiore agli 11 anni) partiti durante la ritirata serba, solo 15.000 erano sopravvissuti. 45.000 erano morti sulla strada, o più tardi, per essere esposti. Parlò poi a Manchester, nel luglio 1917, in aiuto della Croce Rossa rumena.

### Scrivere della guerra
La Henderson scrisse delle sue esperienze, come fecero alcune altre donne della SWH, in diari di guerra e scrisse poesie.
Le sue poesie erano descritte come una "visione della guerra vista dall'interno e che trova espressione attraverso la mente della poetessa" e lei chiamava le infermiere "le sue sorelle". Descrivendo gli sforzi banali per portare rifornimenti tramite The Cargo Boat, che un critico descrisse come "degno del Kipling al suo meglio". In un'altra poesia, The Incident (probabilmente il culmine di molti di questi incidenti a cui aveva assistito), paragona il soldato ferito a un Cristo crocifisso e la sua nutrice a una madre o alla Vergine Maria e compone un tema simile in A Young Serbian.

In un'altra poesia che dedicò "ai ranghi dell'Elsie Inglis Unit", intitolata Like That, basata su una citazione del prefetto di Costanza: "Non c'è da stupirsi che la Gran Bretagna sia così grande se le sue donne sono così", scrive Henderson delle infermiere di guerra che erano eroiche quanto gli uomini sotto il fuoco, nel novembre 1916
Tending your wounded on their straw-strewn bed,

Heedless the while, that right above your head

The Bird of Menace scattered death around.
I've seen you, oh my nurses, 'under fire',

While in your hearts their burned but one desire -

What British men and women hold so dear -

To do your duty without any fear.»
Curando i tuoi feriti sul loro letto di paglia,

Incurante, quello proprio sopra la tua testa

L'Uccello della Minaccia sparse la morte ovunque.
Vi ho viste, oh mie infermiere, 'sotto il fuoco',

Mentre nei vostri cuori bruciava un solo desiderio,

Ciò che gli uomini e le donne britannici hanno di così caro...

Fare il proprio dovere senza alcun timore.»

### In Russia subito dopo la rivoluzione sovietica
La Henderson si ritrovò a Pietrogrado il 18 marzo 1917, pochi giorni dopo la rivoluzione russa di febbraio. Raccontò al giornalista del Dundee Courier di essere rimasta colpita dal "meraviglioso ordine" nelle strade, tenuto da volontari (tutti armati) e ha riferito che si cantava gioiosamente in russo la canzone rivoluzionaria, la Marsigliese e anche la sua sorpresa per "i cartoni animati e le caricature dell'Imperatore, dell'Imperatrice e di Rasputin" apertamente in vendita. Espresse la sua opinione politica secondo cui "la forza della Russia" risiedeva in Aleksandr Fëdorovič Kerenskij, il ministro della Guerra e riteneva che le dimensioni del paese rappresentassero una sfida all'alleanza con il nuovo regime, ma era convinta che "le donne non avrebbero mancato di intendere il patriottismo nel suo senso più ampio.

## Associazione delle Women Citizens Association
Nel 1918 la Rappresentanza del People's Act diede ad alcune donne,  come quelle di età superiore ai 30 anni o con determinate condizioni patrimoniali, il diritto di voto. La Henderson fu una delle relatrici alla riunione di inaugurazione di una filiale dell'Associazione delle donne cittadine, nell'aprile 1918. Si disse che ogni spazio era occupato e ogni classe, "ricreativa, educativa e industriale" era rappresentata. È stata eletta nel comitato e lo scopo dell'organizzazione non era solo quello di coinvolgere "nuovi elettori", ma di rappresentare e incoraggiare il dibattito di tutte le donne. La Henderson disse che "uno dei privilegi supremi delle donne era la preservazione della razza". In un successivo dibattito con il Consiglio di Dundee, sugli alloggi, pose "la domanda chiave": quale percentuale dei salari dovrebbe essere pagata come affitto? I consiglieri non poterono rispondere, il che la portò a chiedere alla ''Women Citizens Association'' ad intraprendere una ricerca sulle proporzioni tra affitto e reddito attualmente pertinenti e fece pressioni sulla città per un centro permanente per le donne piuttosto che per sedi ad hoc, che, secondo lei, argomentò, avrebbero contribuito a garantire l'incremento del potere effettivo delle donne della città.

### Istituire altri gruppi di società civica femminile
The Steeple Club che aveva formato prima del suo servizio al SWH, si incontrò il 23 novembre 1917. La Henderson spiegò la sua convinzione che le donne "della stessa opinione" fossero "madri di città", paragonabili ai "padri della città" e al gruppo che "aveva dato prova di essere utile'. Sentiva che "la coscienza civica o il senso comune erano semplicemente un'espressione dell'istinto per la casa, l'ampliamento della femminilità, per includere non solo il singolo tetto ma la vita familiare della città e dello stato". Nel suo secondo anno, lo Steeple Club fu considerato un successo, con 58 incontri o eventi, una mostra di lavori di artisti donne, in aiuto del Dundee Prisoner of War Fund (Fondo per i prigionieri di guerra di Dundee). Nel suo terzo anno, aveva organizzato oltre 100 eventi. La Henderson fu rieletta come presidente, nonostante se ne fosse partita per Londra per un ceerto periodo e la stampa riferì che The Steeple Club era cresciuto nel suo "senso di coscienza civica".
La Henderson era uno dei fondatori del Ladies' Forum Club, Londra, di proprietà e controllato da donne e fece parte del comitato inaugurale con la compagna Scozzese, Janie Russell. Fu notato che "era ben nota e stimata per il suo servizio pubblico", aveva prestato servizio in Serbia e in Russia negli Scottish Women's Hospitals e aveva attraversato il Mare del Nord quattro volte in un anno e la sua poesia Judith e Holofernes era considerato un "Poema serio," accolto dai critici più esigenti". Partecipò all'evento di apertura in uniforme con Florence Haig, l'attivista delle Suffragette.
Nel 1925 la Henderson era tornata in Scozia, iniziò e poi divenne amministratore delegato della Ladies' Town and County Club, ad Aberdeen. Ora, vivendo a Lumsden, era stata impegnata nell'Esecutivo dell'ospedale locale, la District Nursing Association ed il Women's Rural Institute locali (W.R.I.). Era anche membro del Soroptomist Club.

## Morte inspiegabile e funerale
Mary Helen Jane Henderson aveva 64 anni quando morì il 6 novembre 1938 al Nicoll Hospital, Rhynie, dove aveva prestato servizio come dirigente. Era rimasta gravemente ferita, con la frattura del cranio, il giorno precedente in un inspiegabile incidente automobilistico.
Questo successe a Strathdon, dopo essere tornata a casa da Ballater. Un automobilista di passaggio l'aveva trovata ferita vicino all'auto ribaltata, ma inizialmente sarebbe stata cosciente dicendo che "qualcosa era andato storto".
Quando morì suo fratello gemello viveva in Galles e suo nipote Alexander Whyte Henderson fu un portatore della bara al suo funerale nella cappella di Clova, preceduto da una Messa da Requiem. Le sue cinque medaglie di guerra furono esposte al suo funerale. Ci fu una numerosa partecipazione locale, compresi rappresentanti dei gruppi in cui aveva prestato servizio, come il WRI, l'Associazione infermieristica distrettuale e l'ospedale.
È sepolta nel Cimitero di Auchindoir.
Una delle sue poesie, My Desire, dice:
Lies softly on the hill,

Where the light and shade of summer cloud

Flits to and fro at will»
Giace dolcemente sulla collina,

Dove la luce e l'ombra dell'estate si rannuvolano

Svolazza avanti e indietro a piacimento.»

## Libri e recensioni di poesia
In War and Peace: Songs of a Scotswoman della Henderson fu pubblicato nel 1918, con una prefazione di John Oxenham in cui affermava che aveva scritto una poesia "cospicua" sulla dottoressa Elsie Inglis (vedi sotto) e altre poesie "musicalmente espresse" le sue osservazioni in Russia e Romania, così come 'versi pensosi, comprensivi e forti' di contemplazione 'o di esaltazione religiosa' derivanti dalla sua esperienza di guerra.
È stato descritto come "piccoli vignetti di guerra squisiti" e nel complesso di "livello molto alto" e venduto per raccogliere fondi per la SWH.
Ha riconosciuto l'impatto a lungo termine sulle donne della "generazione perduta" di uomini durante la prima guerra mondiale come una forma di "desolazione" in un'altra poesia, A Grave in France.
Il suo libro di poesie del 1929 in Warp and Woof - un regalo di Natale consigliato - ebbe recensioni contrastanti: il suo "amore per la natura e l'uso parsimonioso ed efficace dell'idioma scozzese" (in My Desire); "un po' preoccupato per il dolore e la morte, e un calmo spirito religioso pervade il suo lavoro"; alcune "poesie di guerra materna", o An Episode, sulla disoccupazione erano definite "piene di pathos"; ma si dice che sia "una vera blythe" in A Summer Ecstasy dove "imita nel suo ritmo il canto di un uccello"; e The Bud of the Cross, era "una delle poesie più belle". Le sue poesie in versi sciolti su argomenti biblici ebbero "particolare successo".
Il poetico tributo di Henderson ai colleghi dell'SWH come la dottoressa Laura Sandeman e la dottoressa Elsie Inglis, Magdalene, dice:
which minister where there was need;

The hands we loved, may not touch ours again,

May not alleviate our mortal pain,

They lie quiescent in the hands of God»
Quale ministro dove c'era bisogno;

Le mani che abbiamo amato, potrebbero non toccare più le nostre,

Non può alleviare il nostro dolore mortale,

Si trovano quiescenti nelle mani di Dio»